# ريتشارد هولدن
ريتشارد هولدن (بالإنجليزية: Richard Holden)‏ هو اقتصادي أسترالي، ولد في 2 ديسمبر 1974 في سيدني في أستراليا.